# Hypergastromyzon eubranchus
Hypergastromyzon eubranchus är en fiskart som beskrevs av Roberts, 1991. Hypergastromyzon eubranchus ingår i släktet Hypergastromyzon och familjen grönlingsfiskar. Inga underarter finns listade i Catalogue of Life.